# Michał Wilczyński (geolog)
Michał Stefan Wilczyński (ur. 16 sierpnia 1948) – polski geolog, urzędnik państwowy i działacz ekologiczny, doktor nauk przyrodniczych, w latach 1991–1994 podsekretarz stanu w Ministerstwie Ochrony Środowiska, Zasobów Naturalnych i Leśnictwa oraz Główny Geolog Kraju.

## Życiorys
Z zawodu geolog, ukończył wyższe studia i obronił doktorat z nauk przyrodniczych. Do 1990 pracował w Państwowym Instytucie Geologicznym. Brał udział w obradach Okrągłego Stołu po stronie opozycyjno-solidarnościowej w podzespole ds. ekologii. Następnie zatrudniony w Ministerstwie Ochrony Środowiska, Zasobów Naturalnych i Leśnictwa jako kierownik departamentu i doradca ministra ds. kodyfikacji prawa geologicznego i górniczego oraz organizacji Biura Koncesji Geologicznych. Od 7 października 1991 do 30 listopada 1994 pełnił funkcję podsekretarza stanu w tym resorcie oraz Głównego Geologa Kraju, odpowiadając m.in. za gospodarkę zasobami naturalnymi i współpracę zagraniczną. W latach 1995–2004 zasiadał w zarządzie EkoFunduszu, będąc m.in. jego wiceprezesem.
Od 2004 występuje jako niezależny konsultant, został m.in. ekspertem Europejskiego Komitetu Ekonomiczno-Społecznego oraz Centrum Analiz Społeczno-Ekonomicznych, a także członkiem rady programowej Fundacji Rozwój Tak – Odkrywki Nie. Działał także jako doradca w kwestiach paliw i źródeł energii odnawialnej, w tym przy programach inwestycyjnych na Ukrainie i w Kirgistanie realizowanych przez OECD i Bank Światowy. Publikował artykuły i ekspertyzy dotyczące m.in. surowców energetycznych i polityki gospodarowania surowcami mineralnymi, m.in. raporty Zmierzch węgla kamiennego w Polsce (2013),  Węgiel. Już po zmierzchu… (2015) i Kopalne źródła energii (2017).